# Clubiona hedini
Espèce
Clubiona hedini est une espèce d'araignées aranéomorphes de la famille des Clubionidae.

## Distribution
Cette espèce est endémique du Gansu en Chine,.

## Étymologie
Cette espèce est nommée en l'honneur de Sven Hedin.

## Publication originale
- Schenkel, 1936 : Schwedisch-chinesische wissenschaftliche Expedition nach den nordwestlichen Provinzen Chinas, unter Leitung von Dr Sven Hedin und Prof. Sü Ping-chang. Araneae gesammelt vom schwedischen Artz der Exped. Arkiv för zoologi, sér. A, vol. 29, no 1, p. 1-314.